# Koczogh Ákos
Koczogh Ákos (Budapest, 1915. december 2. – Budapest, 1986. november 29.) magyar irodalomtörténész, művészettörténész, egyetemi tanár.

## Életpályája
1933-ban érettségizett. 1934-től jelentek meg művei. Egyetemi tanulmányait a Pázmány Péter Tudományegyetemen végezte el. 1936-ban a Márciusi Fronthoz csatlakozott. 1938-ban szerzett magyar-német szakos diplomát. Eleinte a Pázmány Péter Tudományegyetemen volt tanársegéd. 1945–1957 között a Debreceni Egyetem oktatója volt. Megszervezte a Magyar Írószövetség debreceni csoportját, és szerkesztette az Alföld folyóiratot. 1958-ban visszaköltözött Budapestre. 1957–1963 között tudományos kutató volt a református kollégium könyvtárában, majd az Iparművészeti Tanács munkatársa lett. 1975–1986 között a Református Zsinati Iroda műemléki és gyűjteményi osztályának vezetője, majd elnökhelyettese volt.
Irodalomtörténeti, esztétikai, művészettörténeti kritikákat, tanulmányokat publikált, de írt elbeszéléseket, regényeket, verseket és útirajzokat is.

## Művei
- Expresszionizmus (1938)
- Irodalomtudományunk új feladatai; Exodus, Bp., 1941
- Halgyíktól az akváriumig; Ifjúság, Bp., 1951
- A világirodalom története. Ókor (egyetemi jegyzet, 1951)
- Cinkevédő brigád; Ifjúsági, Bp., 1951 (Nézzetek körül!)
- Holló László (1962)
- Az expresszionizmus; bev., vál., ford. Koczogh Ákos, versford. Hajnal Gábor, Jékely Zoltán; Gondolat, Bp., 1964
- Modern magyar fémművesség (1964) (angolul, franciául, németül is)
- Az expresszionizmus; bev., vál., ford. Koczogh Ákos; 2. átdolg. kiad.; Gondolat, Bp., 1967
- Kulturált környezet, modern otthon (1970)
- Tanácskozás az iparművészetről. Ankét. 1971. november 25-26. Hozzászólások; összeáll. Buzás Árpád, Fekete György, Koczogh Ákos; Magyar Képzőművészek Szövetsége, Bp., 1971
- A modern művészet útjai (1972)
- Mai magyar iparművészet (1975)
- Tevan Margit (1977)
- Finta László (1978)
- Szép tárgyak dicsérete. A tárgyak világa (1978)
- Engelsz József (1980)
- Vázlat a karikatúráról; TIT Művészeti Választmánya, Bp., 1981
- Németh János; Zala Megyei Művelődési és Ifjúsági Központ, Zalaegerszeg, 1986
- Holló László album (1987)
- Otthon, Finnországban; Gondolat, Bp., 1987 (Világjárók)
- Szigliget; szerk. Koczogh Ákos, fotó Kónya Kálmán; Képzőművészeti, Bp., 1988
- Debrecen vonzásában. Tanulmányok, esszék, kritikák; vál., szerk., bev. Tóth Endre; Hajdú-Bihar Megyei Múzeumok Igazgatósága, Debrecen, 1990 (Hajdú-Bihar megyei múzeumok közleményei 1989-1990)